# مؤشر مبيعات تجزئة
 مؤشر مبيعات التجزئة  يقيس التغير في حجم المبيعات التي يقوم بها بائعي التجزئة في الدولة.
و يقوم تقرير مؤشر مبيعات التجزئة على عمل إحصائية شهرية تتضمن عدد كبير من بائعي التجزئة, فيعكس الارتفاع في المؤشر الارتفاع في مستويات المبيعات، مما يشير إلى ارتفاع مستويات الطلب من قبل المستهلكين والعكس صحيح.
كما ويعمل تقرير مبيعات التجزئة على تحريك الأسواق بقوة في وقت صدوره, وكما ذكرنا فإن هذا المؤشر يعكس مستوى ثقة المستهلكين في الاقتصاد, فمع ارتفاع قراءة المؤشر فهذا يعني أن مستويات الطلب مرتفعة مما يعكس مدى ثقة المستهلكين في الاقتصاد.